# Данилович, Николай
Николай Данилович (ок. 1558 — 30 мая 1624) — государственный и военный деятель Речи Посполитой, обозный великий коронный (с 1609 года), подскарбий надворный коронный (1610—1617), каштелян львовский (с 1614 года), подскарбий великий коронный (1617—1624), староста красныставский (с 1622 года), эконом самборский и староста червоноградский (с 1615 года), староста парчевский (1614), бельский (1610), хелмский (1609) и дрогобычский (1599).

## Биография
Представитель польского-украинского дворянского рода Даниловичей герба «Сас». Старший сын хорунжего львовского Станислава Даниловича (ок. 1520—1577) и Катаржины Тарло (ок. 1535—1582/1583), дочери хорунжего львовского Яна Тарло. Младший брат — воевода русский Ян Данилович (ок. 1570—1628).
В 1581 году Николай Данилович окончил университет в Диллингене в Баварии. В мае-июне 1593 года был маршалком сейма. В 1594 году сопровождал польского короля Сигизмунда ІІІ Вазу на коронацию в Швецию. Летом 1595 году участвовал в походе польской армии под командованием гетмана и канцлера великого коронного Яна Замойского на Молдавское княжество, во время которого на господарский престол был посажен польский ставленник Иеремия Могила. В октябре того же 1595 году принимал участие в битве с крымско-татарской ордой под Цецорой.
В начале антикоролевского рокоша (восстания) под руководством маршалка великого коронного Николая Зебжидовского (1606—1609) Николай Данилович выступил в поддержку польского короля Сигизмунда ІІІ Вазы. В 1607 году ездил во главе польского посольства в Стамбул. В 1609 году получил должность обозного великого коронного, в 1610 году был назначен подскарбием надворным коронным. В 1614 году Николай Данилович получил во владение львовскую каштелянию. В 1617 году был назначен подскарбием великим коронным.
Николай Данилович построил на месте деревянной крепости хорошо укреплённый замок в Червонограде.
В 1621 году построил дворец в Варшаве, который был разрушен во время шведского потопа и позднее превращённый в библиотеку Залуских.

## Семья
До 1591 года женился на Елене Уханьской из Белза, дочери Павла Уханьского,  от брака с которой имел пять сыновей и трёх дочерей:
- София Данилович (1590—1642), 1-й муж староста ливский Адриан Радзиминский, 2-й муж подканцлер литовский Павел Стефан Сапега (ок. 1565—1635), 3-й муж с 1636 года маршалок великий коронный Лукаш Опалинский (1581—1654)
- Изабелла Данилович (род. 1592), жена с 1620 года канцлера великого коронного князя Ежи Оссолинского (1595—1650)
- Анна Данилович (1594 — после 1638), жена каштеляна калишского Каспера Зебжидовского (ум. 1649)
- Станислав Данилович (1596—1632), дворянин королевский (1622), староста червоногородский (1624)
- Пётр Данилович (1598—1645), подстолий коронный (1634), стольник коронный (1636), кравчий коронный (1638), староста кременецкий
- Николай Данилович (1600—1676), подстолий коронный и подкоморий хелмский (1645), староста червоноградский, перемышльский, грубешовский
- Франтишек Данилович (1605—1653), староста червоноградский
- Ян Николай Данилович (1607—1650), подстолий коронный (1620), подскарбий надворный коронный (1627), подскарбий великий коронный (1632), староста хелмский, пшемысльский, самборский, червоноградский и др.